# آدم ماكدوغال (لاعب دوري الرغبي)
آدم ماكدوغال (بالإنجليزية: Adam MacDougall)‏ هو لاعب دوري الرغبي أسترالي، ولد في 8 مايو 1975 في سيدني في أستراليا.